# Esmeralda (schip, 1946)
De Esmeralda (BE-43) is een stalen barkentijn van de Chileense marine. 
Bij de bouw in 1946 was ze initieel bedoeld om het Spaanse nationale opleidingsschip te worden. In 1951 werd het nog niet afgewerkte schip aan Chili gegeven in het kader van afbetalingen van de gemaakte schulden tijdens de Spaanse Burgeroorlog. Op 12 mei 1953 werd de Esmeralda te water gelaten. 
De Esmeralda is in de jaren 70 tijdens het bewind van Augusto Pinochet gebruikt als drijvende gevangenis waar mensen gevangen werden gehouden, verkracht en gemarteld.